# Garhi Khairo
Garhi Khairo (in Sindhi: ڳڙهي خيرو), nota anche come Khaira Gārhi , è una città del Pakistan centro-meridionale. L'insediamento, che conta 13 666 abitanti, stando al censimento del 2015, è situato nella zona settentrionale della provincia del Sindh, nel Distretto di Jacobabad, ad un'altitudine media di circa 52 metri sul livello del mare. La superficie della città è di circa 2 km². 
Garhi Khairo dista circa 368 km da Karachi, capitale del Sindh, la quale si trova a sud della città, e quasi 800 km da Islamabad, capitale del Pakistan, situata a nord di Garhi Khairo. La distanza fra Jacobabad, capoluogo dell'omonimo distretto, e Garhi Khairo è, invece, di poco più di 61 km.
La lingua principalmente parlata dalla popolazione è l'urdu.